# Seznam vlajek Alžběty II.

Znak Alžběty Ii., vyskytující se na mnoha vlajkách, reprezentující její osobu

Alžběta II., v letech 1952–2022 britská vládnoucí královna, užívala různé vlajky, které ji reprezentovaly osobně i jako hlavy státu několika nezávislých i závislých států po celém světě. Obvykle byly vyvěšovány na budovách, lodích, autech nebo letadlech, kde byla přítomna.

## Princezna
Před nástupem do funkce královny Spojeného království byla v roce 1944 přijata osobní vlajka princezny Alžběty (* 1926). Vlajka byla heraldická, tedy tvořená osobním erbem ve formě vlajky: čtvrcená, se třemi anglickými lvi v prvním a čtvrtém, skotským lvem ve druhém a irskou harfou ve třetím poli – tedy královskou vlajkou, která měla navíc (pro odlišení) v horní části bílý štítek, ze kterého vystupují tři cípy – na krajích s červeným svatojiřským křížem a uprostřed s tudorovskou růží. Pro Skotsko byla vytvořena varianta, která měla vyměněné pozice pro anglický a skotský znak.
Vlajka byla poprvé užita 30. listopadu 1944, při slavnostním spuštění bitevní lodi HMS Vanguard (23) na vodu, a této události předsedala princezna Alžběta (byla to první loď, kterou na vodu spouštěla).

Vlajka princezny Alžběty (1944–1952) Poměr stran: 1:2
Skotská verze vlajky princezny Alžběty (1944–1952) Poměr stran: 1:2

## Královna
Po nástupu na trůn (její otec Jiří VI. zemřel 6. února 1952), užívala královna Alžběta II.standardní vlajky britských panovníků, již bez rozlišujících štítků.

Britská královská vlajka Poměr stran: 1:2
Britská královská vlajka ve Skotsku Poměr stran: 1:2

Tyto vlajky se (na rozdíl od britských) nikdy nevztyčují do půl žerdi.

### Commonwealth
Od 60. let 20. století byly zaváděny vlajky, reprezentující královnu v různých státech či územích Commonwealthu.
Tyto vlajky měly stejný základní vzor: státní znak území ve formě vlajky se znakem královny (modré kruhové pole s iniciálou „E“ a převýšenou korunou svatého Edwarda, obklopené girlandou růží – vše ve zlaté barvě). Zástupci královny (guvernéři) v těchto zemích užívají své vlastní vlajky. Koruna je symbolem královniny hodnosti a důstojnosti, zatímco růže na věnečku symbolizují všechny země Commonwealthu.
Austrálie
Vlajka Alžběty II. v Austrálii byla přijata 20. září 1962. Poprvé byla užita během její návštěvy v roce 1963.
Barbados
Vlajka Alžběty II. na Barbadosu byla vytvořena v roce 1966, ale poprvé byla užita až v roce 1975 při její návštěvě ostrova. V roce 2021 se Barbados stal republikou a vlajka pozbyla platnosti.
Jamajka
Vlajka Alžběty II. na Jamajce byla vytvořena v roce 1962, ale poprvé byla užita až v roce 1966 při její návštěvě ostrova.
Kanada
Vlajka Alžběty II. v Kanadě byla přijata 15. srpna 1962. Tato vlajka byla vyvěšována při návštěvách královny, ale třeba i v její nepřítomnosti při příležitosti šedesáti let na trůnu (6. února 2012) např. na Rideau Hall (oficiálním sídle kanadského generálního guvernéra), nebo na Parliament Hill (sídle parlamentu) v Ottawě.
Malta
Vlajka Alžběty II. na Maltě byla přijata 31. října 1967 a poprvé byla použita v témže roce, když královna ostrov navštívila. V roce 1974 se Malta stala republikou a vlajka pozbyla platnosti.
Mauricius
Vlajka Alžběty II. na Mauriciu byla vytvořena v roce 1968, ale poprvé užita byla až v březnu roku 1972, při návštěvě královny na ostrově. V roce 1992 se Mauricius stal republikou a vlajka pozbyla platnosti.
Nový Zéland
Vlajka Alžběty II. na Novém Zélandu byla přijata v roce 1962. Při přehlídkách, konaných u příležitosti jejích narozenin, byla vlajka vyvěšována i v její nepřítomnosti.
Sierra Leone
Vlajka Alžběty II. v Sieře Leone byla vytvořena zřejmě v roce 1961, kdy královna zemi navštívila. V roce 1971 se Sierra Leone stala republikou a vlajka pozbyla platnosti.
Trinidad a Tobago
Vlajka Alžběty II. na Trinidadu a Tobagu byla vytvořena zřejmě v roce 1962, poprvé užita však byla až v roce 1966 při její návštěvě souostroví. V roce 1976 se Trinidad a Tobago stalo republikou a vlajka pozbyla platnosti.

Vlajka Alžběty II. v Austrálii (1962–2022) Poměr stran: 1:2
Vlajka Alžběty II. na Barbadosu (1966–2021) Poměr stran: 1:2
Vlajka Alžběty II. na Jamajce (1962–2022) Poměr stran: 1:2
Vlajka Alžběty II. v Kanadě (1962–2022) Poměr stran: 1:2
Vlajka Alžběty II. na Maltě (1967–1974) Poměr stran: 2:3
Vlajka Alžběty II. na Mauriciu (1968–1992) Poměr stran: 1:2
Vlajka Alžběty II. na Novém Zélandu (1962–2022) Poměr stran: 1:2
Vlajka Alžběty II. v Sieře Leone (1961–1971) Poměr stran: 5:8
Vlajka Alžběty II. v Trinidadu a Tobagu (1962/66–1976) Poměr stran: 1:2

## Osobní vlajka

Osobní vlajka královny Alžběty II.
Poměr stran: 1:1

V roce 1960 byla navržena osobní vlajka Alžběty II., určená pro reprezentaci královny v její roli hlavy Commonwealthu na územích, ve kterých neměla jedinečnou vlajku. Speciální vlajky ale byly, pro některé země či území, vytvářeny až od roku 1961.
Vlajka byla heraldická, tedy přenesením znaku královny na vlajkový list s poměrem stran 1:1 – zlaté, korunované písmeno „E”, obklopené girlandou zlatých růží na modrém pozadí se zlatým okrajem.

## Další funkce
Lord High Admiral
V roce 1964 se královna ujala úřadu lorda vysokého admirála Spojeného království. V této funkci užívala královna speciální vlajku tohoto úřadu. V podobě užívané Alžbětou II. byla vyvěšována od roku 1929, Alžběta II. byla ve funkci v letech 1964–2022.
Duke of Lancaster
Královna také držela titul vévody z Lancasteru.

Vlajka lorda vysokého admirála Poměr stran: 1:2
Vlajka vévody z Lancasteru Poměr stran: 1:2